# Ладон
Ладон в древногръцката митология е:
- бог на реките в Аркадия (Пелопонес), син на титаните Океан и Тетия. Според някои версии е баща на нимфата Дафне; според други, неин баща е речният бог Пеней.
- Стоглав дракон, син на бурното море Форкис и сестра му Кето. Брат на Грайите, Горгоните и Хесперидите. Пазител е на златните ябълки в градината на Хесперидите. Убит е от Херкулес.